# لبنانيون أوروغويانيون

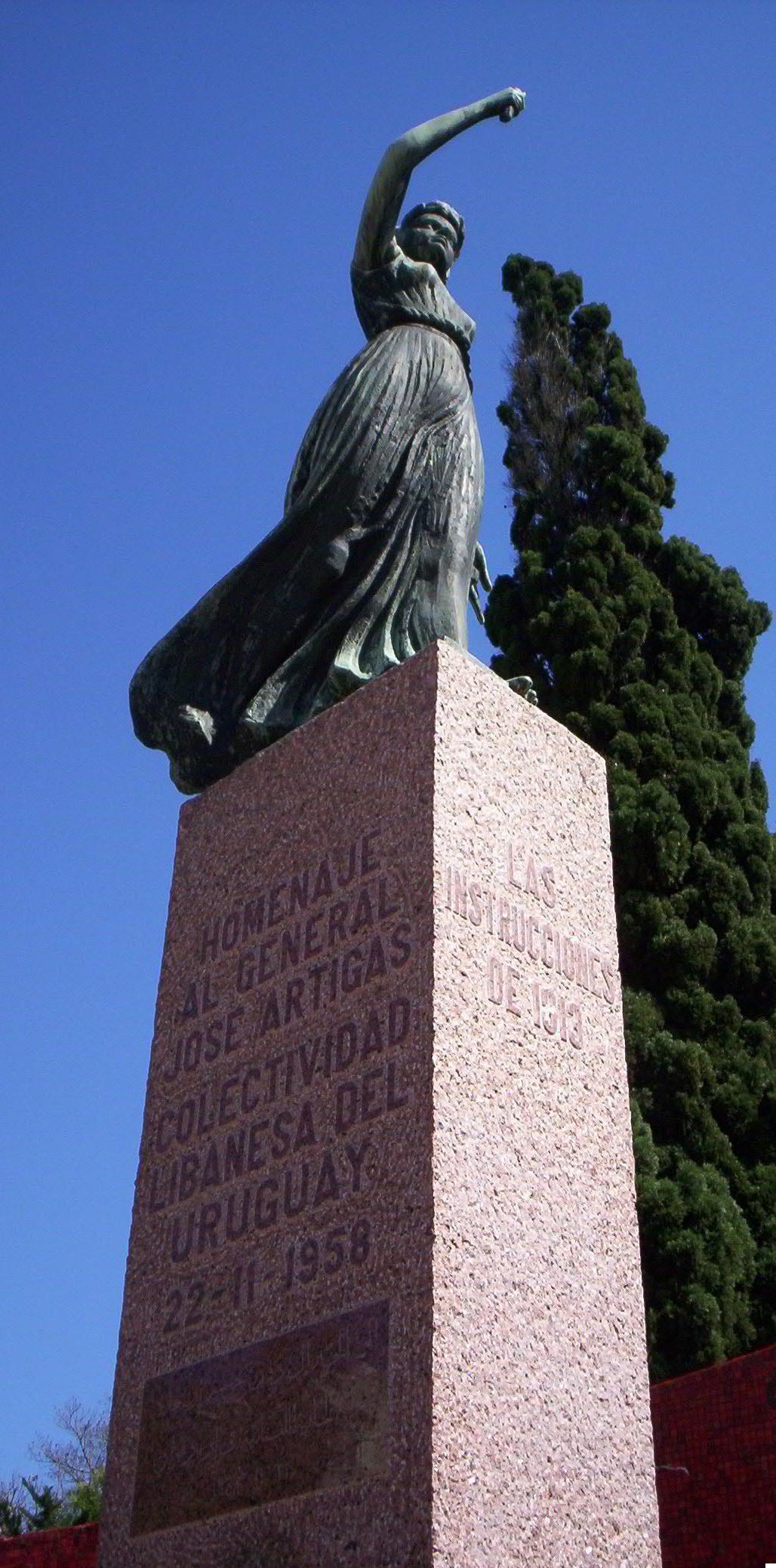
النصب التذكاري للبطل الوطني خوسيه جرفاسيو آرتيجاس, والذي بني من قبل الجالية اللبنانية في الأوروغواي.

هناك حوالي 53,000 إلى 70,000 لبناني في الأوروغواي ، أو أوروغوايانيون من أصول لبنانية. تعتبر الجالية اللبنانية من أكبر الجاليات غير الأوروبية. وكانت العلاقات بين أوروغواي لبنان دائما وطيدة.

## التاريخ
وصل أول المهاجرون اللبنانيون إلى الأوروغواي في ستينات القرن التاسع عشر واستقروا في مونتيفيديو بالقرب من شارع خوان ليندولفو كويستاس. كان المسيحيون الموارنة من أوائل المهاجرين الناطقين باللغة العربية. كان آخر تدفق لأعداد كبيرة من اللبنانيين في عشرينيات القرن العضرين جنبا إلى جنب مع القوميات الأخرى مثل السوريين والأوروبيين. تضاعف عددهم بين 1908 وعام 1930 في مونتيفيديو.
في 21 يناير/ كانون الثاني من عام 1924، انشئت الرسولية التبشيرية المارونية وتولى المونسينيور شليطا، الذي وصل إلى مونتيفيديو من نابولي، قيادة البعثة.
واجه المستوطنين البنانيون الأوائل بعض التمييز خاصة بسبب «القانون الآسيوي» ولم يستطع القليل منهم على التكيف وعادوا إلى وطنهم. ومع ذلك، فإن معظم من بقى أصبحوا ناجحين من اصحاب المنشأت الصغيرة ورجال أعمال وأصحاب مشاريع، ونجحوا في التأقلم مع مجتمع بلدهم الجديد. معظم أوروغواي من أصل لبناني لم يعد يتكلمون العربية الا أنهم أبقوا على بعض الخصائص الثقافية، وخاصة المأكولات اللبنانية.
في عام 1997 زار رئيس برلمان الأوروغواي لبنان والتقى البطريرك صفير. وأشار إلى أن مقعدين من أصل 99 مقعدا في البرلمان يعودان لإثنين من أصول لبنانية بما في ذلك نفسه. في عام 1954 وصل عدد اللبنانيين المقيمين في الأرغواي إلى 15,000. وبحلول عام 2009 وصل عددهم إلى ما بين 53,000 و 70,000. في تموز / يوليه 2009، احتفلت الجالية اللبناني بالذكرى 75 لتواجدهم في الأورغواي. كشف تعداد عام 2011 أن 136 شخصا أعلنوا أن لبنان بلد مولدهم مما يدل على أنهم مهاجرون جدد.
غالبية اللبنانية-أوروغواي هم من المسيحيون الذين ينتمون إلى مختلف الكنائس، بما في ذلك الكنيسة المارونية (لديهم كنيسة سيدة لبنان الخاصة بهم)، الروم الكاثوليك، الشرقية الأرثوذكس والروم الملكيين الكاثوليك وقلة عدد المسلمين.

## أعلام أوروغواي من أصل لبناني
- فيليبي سعادة (1912 - كانون الثاني / يناير 1969) - رسام اجتماع واقعي ومعلم ولد في سانتياغو دي شيلي، الابن الأكبر لأسرة مهاجرة لبنانية.[14]
- البرتو عبداللة (1920-1986) - سياسي ورسام، كان نائب رئيس الأوروغواي في الفترة من عام 1967 إلى عام 1972.
- أمير حامد (1962)، كاتب ومترجم
- خورخي الناصر (1956)، موسيقي
- دعد صفير (1932-2015)، مغنية وممثلة
- برونو صفير - رسام معروف الذي عمل بالتكعيبية البنائية والسريالية.[15][16]
- خورخي شدياق - محامي وقاضي، عضو المحكمة العليا.
- يزبك كيوان - مهندس حمامات السباحة والذي أصبح مع زميله زياد دقدوق من أغنى الأوروغوايون/اللبنانيون.

## وصلات خارجية
- ماري إليزابيث ويلكي (1973). اللبنانية في مونتيفيديو، أوروغواي. جامعة ويسكونسن.
- «جمعية الشباب اللبناني أوروغواي» (باللغة الإسبانية). استرجاع 2009-07-08.
- رينزو بي Hugarte. «لا asimilación الثقافية de los siriolibaneses y sus descendientes ar أوروغواي» (PDF) (باللغة الإسبانية). استرجاع 2 شباط / فبراير 2015.